# Episodi di La biblioteca della magia (prima stagione)
La prima stagione della serie televisiva La biblioteca della magia (The Bureau of Magical Things) è andata in onda sul canale televisivo australiano Eleven dall'8 luglio 2018. In Italia è stata trasmessa su TeenNick dal 10 giugno 2019 e in chiaro dal 2 novembre 2020 su Super!.
| n° | Titolo originale        | Titolo italiano                     | Prima TV Australia | Prima TV Italia |
| -- | ----------------------- | ----------------------------------- | ------------------ | --------------- |
| 1  | A Magical Mishap        | Polvere di fata                     | 8 luglio 2018      | 10 giugno 2019  |
| 2  | Magic in the Air        | Kyra scopre i suoi poteri           | 15 luglio 2018     | 10 giugno 2019  |
| 3  | All the World's a Stage | L'invisibilità                      | 22 luglio 2018     | 11 giugno 2019  |
| 4  | Gone to the Dogs        | La cassetta delle lettere incantata | 29 luglio 2018     | 11 giugno 2019  |
| 5  | A Knight to Remember    | L'armatura è scappata               | 5 agosto 2018      | 12 giugno 2019  |
| 6  | The Test                | La prova di Orla                    | 12 agosto 2018     | 12 giugno 2019  |
| 7  | Fairy for a Day         | Un incantesimo pasticciato          | 19 agosto 2018     | 13 giugno 2019  |
| 8  | Shortcut                | Non arrendersi mai                  | 26 agosto 2018     | 13 giugno 2019  |
| 9  | On the Beach            | Bloccati nella spiaggia             | 2 settembre 2018   | 14 giugno 2019  |
| 10 | Uncharted Waters        | L'albero e la fontana               | 9 settembre 2018   | 14 giugno 2019  |
| 11 | A Fairy Tale            | Il libro della foresta proibita     | 16 settembre 2018  | 17 giugno 2019  |
| 12 | Aisle 13                | Il porcellino d'india               | 23 settembre 2018  | 17 giugno 2019  |
| 13 | Forces of Attraction    | La sfera magica                     | 30 settembre 2018  | 18 giugno 2019  |
| 14 | The Eye of Horus        | Il Globo di Lemuria                 | 7 ottobre 2018     | 18 giugno 2019  |
| 15 | Judgment Day            | Esame di lealtà                     | 14 ottobre 2018    | 19 giugno 2019  |
| 16 | Prize Day               | Buon compleanno, Michiko            | 21 ottobre 2018    | 19 giugno 2019  |
| 17 | Accused                 | Sotto accusa                        | 28 ottobre 2018    | 20 giugno 2019  |
| 18 | On the Case             | Il mistero del globo scomparso      | 1º novembre 2018   | 20 giugno 2019  |
| 19 | End of the Road: Part 1 | Kyra e i suoi poteri                | 2 novembre 2018    | 21 giugno 2019  |
| 20 | End of the Road: Part 2 | La magia esiste                     | 2 novembre 2018    | 21 giugno 2019  |